# Ceylanlı, Göynük
Ceylanlı là một xã thuộc huyện Göynük, tỉnh Bolu, Thổ Nhĩ Kỳ. Dân số thời điểm năm 2010 là 50 người.